# (4461) Sayama
(4461) Sayama es un asteroide perteneciente al cinturón de asteroides, descubierto el 5 de marzo de 1990 por Atsushi Sugie desde el Observatorio Astronómico Dynic, Taga, Japón.

## Designación y nombre
Designado provisionalmente como 1990 EL. Fue nombrado Sayama en homenaje a la ciudad japonesa de Sayama.

## Características orbitales
Sayama está situado a una distancia media del Sol de 2,852 ua, pudiendo alejarse hasta 3,222 ua y acercarse hasta 2,482 ua. Su excentricidad es 0,129 y la inclinación orbital 16,01 grados. Emplea 1759 días en completar una órbita alrededor del Sol.

## Características físicas
La magnitud absoluta de Sayama es 11,3. Tiene 17,233 km de diámetro y su albedo se estima en 0,136. Está asignado al tipo espectral X según la clasificación SMASSII.